# Sacro Cuore di Gesù a Ponte Mammolo (församling)
Sacro Cuore di Gesù a Ponte Mammolo är en församling i Roms stift, belägen i quartiere Ponte Mammolo och helgad åt Jesu heliga hjärta. Församlingen upprättades den 4 september 1936 av kardinalvikarie Francesco Marchetti Selvaggiani genom dekretet Indefessa vigilantia.

Församlingen förestods till en början av stiftspräster, men den överläts år 1957 åt salesianpräster. Fyra år senare, år 1961, tog konventualfranciskaner över församlingen. Sedan år 2004 förestås församlingen återigen av stiftspräster.
Till församlingen Sacro Cuore di Gesù a Ponte Mammolo hör följande kyrkobyggnader och kapell:
- Sacro Cuore di Gesù a Ponte Mammolo, Via di Casal dei Pazzi 88
- Cappella Figlie del Sacro Cuore, Via Celso Ulpiani 15

## Institutioner inom församlingen
- Istituto Figlie del Sacro Cuore di Gesù
- Casa Famiglia "Madre Margherita" (Suore Serve di Maria Riparatrici (S.M.R.))
- Istituto Figlie del Sacro Cuore di Gesù (Figlie del Sacro Cuore di Gesù «Santa Verzeri» (F.S.C.G.))
- Istituto Salesiano «Marchesa Teresa Gerini Torlonia» – Chiesa per la Pastorale Diocesana del Lavoro (Società Salesiana di San Giovanni Bosco (Salesiani) (S.D.B.))
- Studentato Istituto Teologico «San Domenico Savio» (Società Salesiana di San Giovanni Bosco (Salesiani) (S.D.B.))
- Confraternita del Sacro Cuore di Gesù (in Sacro Cuore di Gesù a Ponte Mammolo)
- Sodalizio delle Madri Cristiane – Aggregazione Ecclesiale
- Sodalizio delle Madri Cristiane – Associazione di Fedeli
- Casa Circondariale Femminile di Rebibbia
- Casa Circondariale Maschile Nuovo Complesso di Rebibbia
- Casa di Reclusione e Osservazione di Rebibbia
- Terza Casa Circondariale di Rebibbia
- Istituto d’Istruzione Superiore Statale «Sibilla Aleramo»